# Strada statale 116 Randazzo-Capo d'Orlando
La strada statale 116 Randazzo-Capo d'Orlando (SS 116) è una strada statale italiana. Si sviluppa in Sicilia e collega il versante settentrionale dell'Etna con la costa tirrenica del Messinese, attraverso i monti Nebrodi.

## Descrizione
Nel suo percorso attraversa le province di Catania e Messina. Ha inizio dalla strada statale 120 dell'Etna e delle Madonie nell'abitato di Randazzo (754 metri s.l.m.). Da qui, dopo aver varcato il fiume Alcantara la strada sale con ampi tornanti attraverso brulli pascoli fino a Santa Domenica Vittoria (1027 metri s.l.m.) attraverso un percorso realizzato dopo un evento franoso che nel marzo 1996 aveva distrutto parte del tracciato.
Da Santa Domenica Vittoria la strada raggiunge la portella dello Zoppo e da qui a Floresta (1275 metri s.l.m.) costeggiando il limite orientale del parco dei Nebrodi attraverso boschi alternati a pascoli.
Il tracciato poi scende verso Ucria (710 metri s.l.m.) e da qui prosegue in quota, attraversando aree boschive, lungo il lato sinistro della valle della Fiumara di Naso, verso Castell'Umberto (660 metri s.l.m.) e Naso (497 metri s.l.m.).
Da Naso si raggiunge in 11,5 chilometri la strada statale 113 Settentrionale Sicula e l'abitato di Capo d'Orlando, sul livello del mare.

### Tabella percorso
| STRADA STATALE 116 Randazzo-Capo d'Orlando |                                         |      |           |
| Tipo                                       | Indicazione                             | ↓km↓ | Provincia |
|                                            | Randazzo dell'Etna e delle Madonie      | 0,0  | CT        |
|                                            | Fiume Alcantara                         | 0,2  | CT        |
|                                            | Santa Domenica Vittoria                 | 6,7  | ME        |
|                                            | per San Piero Patti, Montalbano Elicona | 14,9 | ME        |
|                                            | Portella dello Zoppo                    | 15,9 | ME        |
|                                            | Floresta                                | 20,7 | ME        |
|                                            | per Tortorici                           | 28,7 | ME        |
|                                            | Ucria per Raccuia, Sinagra              | 34,7 | ME        |
|                                            | per Sinagra                             | 44,1 | ME        |
|                                            | Castell'Umberto per Tortorici           | 46,7 | ME        |
|                                            | per Cagnanò                             | 51,2 | ME        |
|                                            | Naso                                    | 53,9 | ME        |
|                                            | per Malò                                | 55,2 | ME        |
|                                            | San Martino Settentrionale Sicula       | 66,2 | ME        |
|                                            | Capo d'Orlando                          | 67,2 | ME        |